# Cantó d'Istre Nord
El cantó d'Istre Nord és un cantó francès del departament de les Boques del Roine, situat al districte d'Istre. Compta amb un municipi i part del d'Istre.

## Municipis
- Istre, comprenent els barris d'Entressen, Le Tubé, Bellon, Gouin, Pujeade, Bayanne i Boucasson.
- Miramàs

| Data d'elecció                           | Identitat          | Partit | Qualitat |
| ---------------------------------------- | ------------------ | ------ | -------- |
| 1988-1994                                | Louis Francioli    | UDF    |          |
| 1994-2001                                | Georges Thorrand   | PCF    |          |
| 2001-2008                                | Louis Francioli    | UDF    |          |
| 2008-                                    | Frédéric Vigouroux | PS     |          |
| les dades anteriors no són pas conegudes |                    |        |          |